# Anisostena nigrita
Anisostena nigrita es una especie de coleóptero de la familia Chrysomelidae. Fue descrita científicamente por primera vez en 1808 por Guillaume-Antoine Olivier.